# 중산세감
《중산세감》(중국어 정체자: 中山世鑑, 병음: 중산스지엔, 일본어: 中山世鑑 주잔세이칸[*])은 류큐국 최초의 정사로, 쇼 쇼켄이 왕명을 받아 편찬하였다. 1650년에 책이 완성되었으며 전6항으로 구성되어 있다. 와분체(和文体)로 쓰여 있다.

## 목록
- 首卷：中山世鑑序，琉球國中山王舜天以來世系圖，先國王尚圓以來世系圖，琉球國中山王世繼總論；
- 권1：琉球開闢之事，天孫王統，舜天王統
- 권2：英祖王統，察度王統
- 권3：尚巴志王統
- 권4：尚圓王統
- 권5：尚圓王統尚清王代

## 같이 보기
- 쇼 쇼켄 (하네지 조슈)